# لوئی ماندن
لوئی ماندن (به فرانسوی: Louis Mandin) نویسنده قرن نوزدهم میلادی اهل فرانسه است.